# Jinro
A Jinro (hangul: 진로, Csillo) dél-koreai alkoholgyártó cég, mely leginkább szodzsujáról ismert.

## Története
1924-ben alapították Jincheon Distilling Company néven Észak-Phjongan tartományban, a mai Észak-Korea területén, az 1970-es évekre pedig Dél-Korea első számú szodzsugyártója lett. 1977-ben a japán piacra is sikerült betörnie.
A Jinrót 2005-ben felvásárolta az ország egyik legnagyobb sörgyára, a Hite.
A cég által gyártott Jinro szodzsu a koreai piac vezető szodzsumárkája, a piac 48,3%-át uralja, legnagyobb riválisa, a Lotte 14,8%-kal, azonban a Jinro részesedése évről évre csökken.
2011-ben a Jinro szodzsuból 61,38 millió rekesznyi fogyott, ezzel a világ legtöbbet eladott szeszesital-márkája lett, megelőzve a Smirnoff vodkát és a Lotte Liquor szodzsut.
A cég gyakran reklámoz helyi hírességekkel, a szodzsureklámok ismert szereplői közé tartozik az Irisből ismert Kim Thehi, A palota ékkövéből ismert I Jonge, vagy a Secret Garden népszerű színésznője, Ha Dzsivon is.